# Éléonore-Catherine de Deux-Ponts-Cleebourg
Éléonore-Catherine de Deux-Ponts-Cleebourg (17 mai 1626 – 3 mars 1692) est une cousine de la reine Christine de Suède et la sœur du roi Charles X de Suède. Après l'accession de son frère au trône (1654), elle et ses frères et sœurs sont tous considérés comme des princesses royales et des princes de la Suède. Comme épouse de Frédéric de Hesse-Eschwege (1617-1655), elle est par mariage landgravine de Hesse-Eschwege, et après la mort de son mari, est régente et administrateur de ses terres (1655-1692).

## Biographie
Éléonore est née au palais de Stegeborg à Östergötland, fille de la princesse Catherine Vasa et de Jean-Casimir de Deux-Ponts-Cleebourg. Sa mère est une demi-sœur du roi Gustave Adolphe de Suède et la fille aînée du roi Charles IX. Ses parents, qui sont petits cousins, ont vécu en Suède depuis 1622, et Éléonore et ses frères et sœurs, y compris sa sœur Maria Eufrosyne, ont grandi en Suède.
Les négociations au sujet de son mariage avec le comte Frédéric de Hesse-Eschwege, fils de Maurice de Hesse-Cassel, commencent en 1643. Le comte est un cousin au second degré de ses deux parents et de neuf ans son aîné. Le processus de négociation est difficile, mais finalement achevé en juin 1646. Elle bénéficie d'une dot de 20 000 gulden de son père. Le mariage a lieu à Stockholm le 6 septembre 1646.
Après le mariage, Éléonore avoue à son mari qu'elle a eu une liaison avec un acteur et joueur de luth, Beschon de la troupe française de théâtre d'Antoine de Beaulieu, et est enceinte de son enfant,. Frédéric décide d'agir comme si de rien n'était et de cacher l'affaire, mais le scandale devient public. Beschon écrit une composition à Éléonore et lui envoie une lettre datée du 28 février 1647, mais elle la donne à son frère; ces documents sont aujourd'hui conservées à la collection Stegeborg.
Le mariage est décrit comme malheureux. Frédéric prend part à la guerre avec son beau-frère en Pologne, où il est tué en 1655. Éléonore ne s'est jamais remariée. Il est dit qu'elle était trop gênée par le scandale avec Beschon pour revenir à la cour de Suède, elle préfère donc vivre dans son fief Osterholz, où elle fonde une pharmacie et engage le premier professeur et médecin de la ville.
Éléonore est la régente des possessions de son mari dans le Saint-Empire romain germanique. Elle envoie sa fille Juliana à la cour royale pour être élevée à la suédoise, où elle est considérée comme la future épouse de Charles XI, jusqu'à ce qu'elle soit devenue enceinte en 1672. Éléonore n'a visité la Suède, que trois fois : en 1661, en 1674 et en 1681. Au cours de sa visite en 1674, Lorenzo Magalotti la décrite comme « une femme méchante, girouette, étrange, fière et mélancolique » et passe la plupart de son temps dans de pieuses dévotions.
Eléonore est morte à Osterholz, Brême (Allemagne aujourd'hui) et est enterrée à l'Altstädter Kirche" ("la Vieille église de la Ville") à Eschwege où se trouve maintenant la Marktkirche ("Église du Marché").

## Descendance
- Marguerite (Erfurt, 31 mars 1647 -  Erfurt, 19 octobre 1647)
- Christine (Cassel, 30 octobre 1649 -  Bevern, 18 mars 1702), épouse en 1667 Ferdinand Albert Ier, duc de Brunswick-Lunebourg-Bevern.
- Elisabeth (Eschwege, 7 avril 1650 - Eschwege, 27 avril 1651).
- Julienne de Hesse-Eschwege (Eschwege, 14 mai 1652 - IJsselstein, 20 juin 1693), fiancée de Charles XI de Suède; mariée en 1680 Johann Jakob Marchand, baron de Lilienbourg.
- Charlotte (Eschwege, 3 septembre 1653 -  Brême, le 7 février 1708), épouse d'abord, en 1673 Auguste de Saxe-Weissenfels et en 1679 Jean-Adolphe, comte de Bentheim-Tecklenbourg (divorcé 1693).
- Frédéric, prince héréditaire de Hesse-Eschwege (Eschwege, 30 novembre 1654 - Eschwege, 27 juillet 1655).